# Cineclub de Pontevedra
El Cine Club de Pontevedra o Cine Club Pontevedra es una asociación de difusión de la cultura cinematográfica, que organiza la proyección y comentario de películas en la ciudad de Pontevedra, España.

## Ubicación
El Cineclub tiene su sede en el Centro Sur de Pontevedra, en la calle Luis Braille, 40 en el barrio de Campolongo.

## Historia
El Cineclub de Pontevedra es el más antiguo de los cineclubes gallegos. Fue fundado el 13 de junio de 1954 para dar respuesta al creciente interés de los ciudadanos de Pontevedra por el cine. Se proyectaron cuatro películas gracias a un préstamo de la Embajada de Francia: Farrebique o Las cuatro estaciones (Georges Rouquier, 1946), Van Gogh (Alain Resnais, 1948), Versalles y sus fantasmas (Jean Béranger, 1949) y Balzac (Jean Vidal, 1951). Su sede se estableció en oficinas de la Delegación Provincial de Turismo de Pontevedra. Uno de los miembros fundadores fue Antonio Odriozola.
En los años 1960 el cineclub organizó conferencias sobre el nuevo cine español, en las que participó Carlos Saura. El cineclub tenía entonces 500 miembros.
En 1987 el cineclub de Pontevedra patrocinó la creación de la Confederación de Cineclubs de España durante un congreso celebrado en el Teatro Principal de Pontevedra.
En 2004, el cineclub recibió el premio especial "José Sellier" de la Academia Audiovisual Gallega En 2015 recibió el premio Ciudad de Pontevedra 2014.
Actualmente, el Cineclub de Pontevedra desarrolla su programación habitual en el Teatro Principal de Pontevedra. En ocasiones también realiza proyecciones en la Casa de las Campanas, en el Liceo Mutante y en la Biblioteca Pública de Pontevedra, donde también tiene una función didáctica.

## Descripción
Se trata de una asociación sin ánimo de lucro y autofinanciada.
A lo largo del año, el Cineclub de Pontevedra organiza ciclos de cine en versión original sobre cine clásico y actual y otros en colaboración con el Ayuntamiento de Pontevedra sobre temas concretos como arquitectura, cine femenino, cine medieval o cine de calle.
El cineclub cuenta con 2 000 películas en su colección y ofrece a sus socios un servicio de alquiler de películas y préstamo de libros especializados en el séptimo arte. También cuenta con un proyector 16 mm que data de los años 50. En 2004, el número de socios del cineclub de Pontevedra era de 160. Su presidente es Ramón Poza.
El Cineclub de Pontevedra también ofrece talleres de cine para asociaciones culturales o instituciones educativas.